# Labin
Labin (em italiano:  Albona) é uma cidade da Croácia, sede do condado da Ístria. Tem 72 km² de área e sua população em 2011 foi estimada em 11.642 habitantes.